# Кушугумський цвинтар
Кушугумський цви́нтар — цвинтар у смт Кушугум поблизу Запоріжжя. Одне з місць поховань тимчасово невстановлених військовослужбовців України, що загинули у війні на Донбасі.

## Історія
Кушугумський цвинтар спочатку використовувався виключно для поховання одиноких людей. У 2010 році цвинтар отримав статус міського некрополя.
На початку 2016 року на Кушугумському цвинтарі було 118 поховань невідомих солдатів, загиблих в Іловайському котлі в серпні 2014 року. На середину січня 2016 року були впізнані та перепоховані останки 35 бійців — жителів Херсонської, Дніпропетровської та Кіровоградської областей. Ще три тіла були ідентифіковані та залишені тут. Нині на могилах 83 невідомих бійців встановлено надгробки та облаштовано алеї між ними.

## Поховані на цвинтарі
- Надєїн Ігор Олександрович — радянський футболіст і український футбольний тренер.

### Вояки Збройних сил України
- Алексанич Олег Іванович — сержант Збройних сил України, командир бойової машини — командир відділення 17-ї окремої танкової бригади (Кривий Ріг)[4];
- Бутирін Антон Володимирович — солдат Збройних сил України, військовослужбовець 92-ї окремої механізованої бригади (Клугино-Башкирівка)
- Гладков Андрій Валерійович — майор Збройних сил України, офіцер управління радіотехнічних військ в/ч А1314 (Дніпро)[5];
- Калакун Віталій Анатолійович — солдат Збройних сил України, навідник танку 1-го взводу 3-ї танкової роти 1-го танкового батальйону 17-ї окремої танкової бригади (Кривий Ріг)[6];
- Каліберда Артем Миколайович — солдат Збройних сил України, номер обслуги зенітно-ракетного взводу 1-го батальйону 93-ї окремої механізованої бригади (Черкаське); нагороджений орденом «За мужність» III ступеня (посмертно);
- Колтун Володимир Михайлович — молодший сержант, радіотелефоніст гаубичної самохідно-артилерійської батареї гаубичного самохідно-артилерійського дивізіону, 2-ї артилерійської батареї, 24-ї Залізної імені князя Данила Галицького окремої механізованої бригади ; нагороджений орденом «За мужність» III ступеня (посмертно);
- Кравцов Роман Анатолійович — старший солдат Збройних сил України, телефоніст, 93-окрема механізована бригада;
- Ломейко Андрій Вікторович — солдат Збройних сил України, вояк 37-го окремого мотопіхотного батальйону, нагороджений орденом «За мужність» III ступеня (посмертно)[7];
- Мартьянов Дмитро Андрійович — вояк батальйону спеціального призначення «Донбас» Національної гвардії України[8][9];
- Півоваренко Павло Васильович — полковник Збройних сил України, виконувач обов'язків командира 51-ї окремої механізованої бригади (Володимир-Волинський). Нагороджений орденом Богдана Хмельницького III ступеня (посмертно);
- Тікунов Віталій Валерійович (псевдо: «Одуван» / «Кок») — активіст Громадської блокади Криму від руху «Правий сектор»[10][11];
- Яремчук Олександр Олександрович — український військовослужбовець 1-ї роти 1-го батальйону 3-го окремого полку спеціального призначення (Кропивницький);
- Ясногор Сергій Володимирович — сержант Збройних сил України, старший стрілець зведеної тактичної роти 93-ї окремої механізованої бригади (Черкаське)[12];

## Проїзд
Сімферопольська траса, поворот на Кушугум. Дістатися до цвинтаря можна автобусним маршрутом «Запоріжжя (АС-3 — автостанція біля ринку „Анголенко“) — Степногірськ». У поминальні дні до Кушугумского цвинтаря продовжується автобусний маршрут загального користування № 1 «Вул. Анголенко — Дослідна станція».